# نصرت فاریا
نصرت فاریا مظهر (نام تولد: فاریا شتو؛ متولد ۸ سپتامبر ۱۹۸۹)  که با نام هنری نصرت فاریا شناخته می‌شود، بازیگر سینما، مدل، خواننده و مجری برنامه‌های تلویزیونی و رادیویی اهل بنگلادش است. او عمدتاً در صنایع سینمایی هالیوود و تالیوود (فیلم‌های بنگالی) فعالیت دارد.
نصرت فاریا فعالیت حرفه‌ای خود را با مدلینگ آغاز کرد و نخستین بار با حضور در تبلیغات تلویزیونی و کمپین‌های چاپی به شهرت رسید. 
نصرت فاریا اولین بازیگری خود را در دهلیوود با فیلم «آشیکی» (۲۰۱۵) انجام داد. او نقش اصلی را در مقابل انکوش حضره بازی کرد و این فیلم یک موفقیت تجاری بود.  پس از موفقیت اولین فیلمش، نصرت در چندین فیلم محبوب دیگر ظاهر شد، از جمله: «قهرمان ۴۲۰» (۲۰۱۶)، «بادشا – دان» (۲۰۱۶)، «پرمی او پرمی» (۲۰۱۷) و «رئیس 2: بازگشت به قانون» (۲۰۱۷).
نصرت فاریا در فیلم زندگینامه‌ای «بانگباندو، مجیب: ساختن یک ملت» نقش شیخ حسینه را ایفا کرد. 

## شغلی
نصرت فاریا کار خود را به عنوان یک مناظره‌کننده با شرکت در برنامه‌های مناظره تلویزیونی بنگلادش آغاز کرد. او قهرمان مناظره ملی در سال‌های ۲۰۱۰ و ۲۰۱۱ است. او کار خود را در تجارت نمایش به عنوان مدل در چندین آگهی تلویزیونی آغاز کرد. او در طول زندگی حرفه‌ای خود در تبلیغات تلویزیونی  و برنامه‌های رادیویی مختلف کار کرده است.  در سال ۲۰۱۴، او مجری یک نمایش واقعی به نام زیبا و خوش تیپ: مرد نهایی بود.  او با چندرسانه‌ای جز قرارداد بست تا در دو فیلم به نام‌های «آشیکی» و «قهرمان ۴۲۰» ظاهر شود. [نیازمند منبع] اولین فیلم او، «آشیکی»، در اواخر سال ۲۰۱۵ اکران شد  در حالی که فیلم دوم در اوایل سال ۲۰۱۶ اکران شد. فیلم اول برای فاریا جایزه مریل پروتوم آلو را به عنوان بهترین تازه‌وارد در فیلم یا تلویزیون به ارمغان آورد.  هر دو فیلم سرمایه‌گذاری مشترک هند و بنگلادشی بودند که توسط فیلم‌های اسکای تولید شدند.
در سال ۲۰۱۶، فاریا در فیلم مشترک هند و بنگلادشی «بادشا - دن» به کارگردانی بابا یاداو ایفای نقش کرد. این فیلم که بازیگر سرشناس هندی جیتندرا را نیز در خود داشت، به عنوان نقطه عطفی در کارنامه حرفه‌ای فاریا محسوب می‌شود.  این نقش برای فاریا جایزه «تلسیینه» برای بهترین بازیگر زن بنگلادشی را به همراه داشت. 

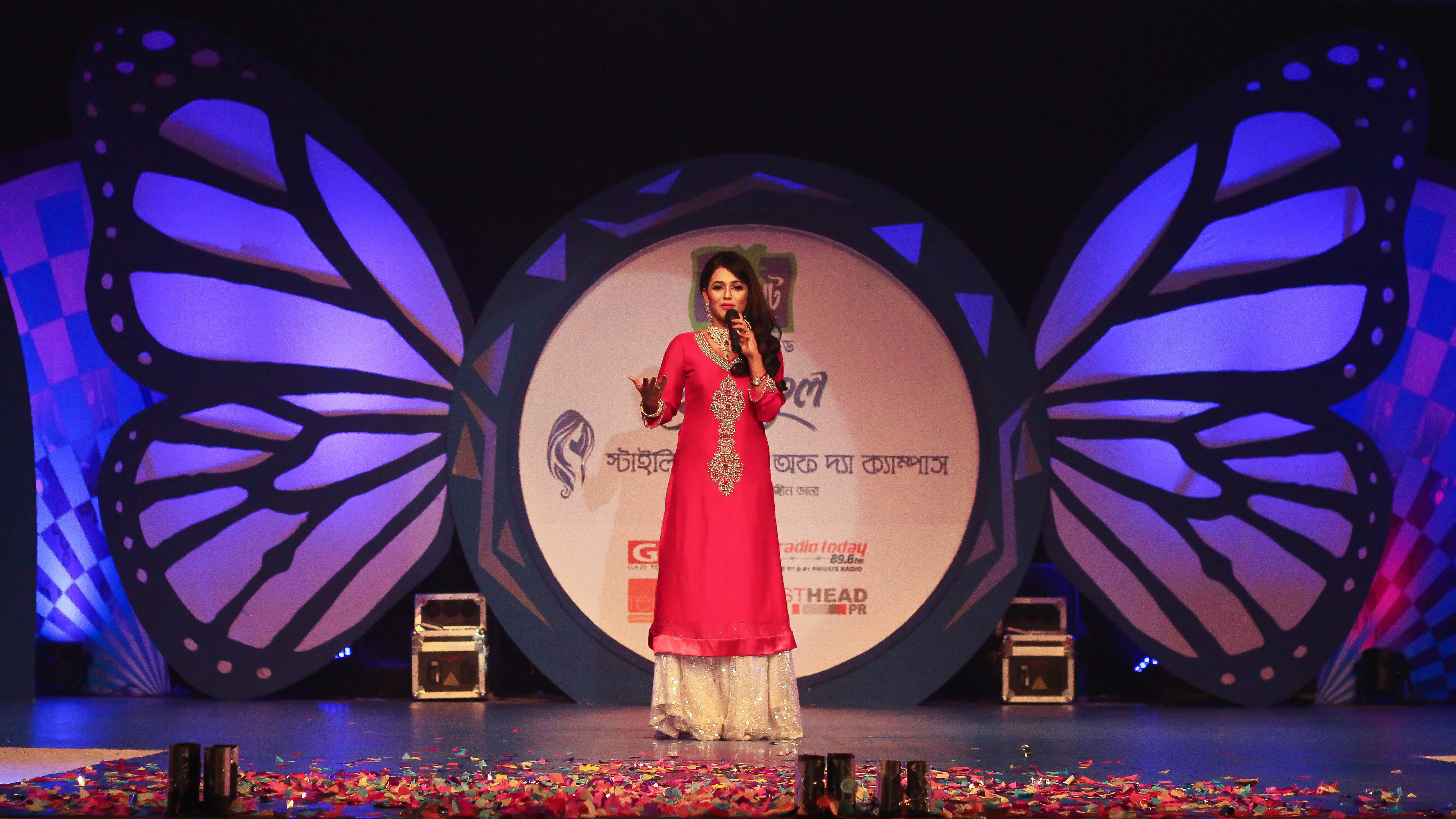
فاریا میزبان فینال بزرگ چتر نجات پیشرفته بلیفول موهای شیک پردیس ۲۰۱۴، در رادیسون بلو ، داکا

در سال ۲۰۱۷، فاریا پس از حضور در تولیدات مشترک هند و بنگلادش، در دو فیلم سینمایی بنگلادشی «پرمی او پرمی»  و «دات تری کی»  ظاهر شد. او همچنین صداپیشگی شخصیت‌ها را در اولین فیلم انیمیشن بنگلادش با عنوان «کارآگاه» بر عهده داشت. هر سه این آثار توسط شرکت مولتی‌مدیا جاز تولید شده و آریفین شوو در آنها ایفای نقش کرده است.
در سال ۲۰۱۷، فاریا با تیم سازندهٔ «بادشا - دان» برای فیلم «رئیس ۲: متولد شده برای حکومت کردن» به کارگردانی بابا یاداو همکاری کرد. این فیلم توسط چندرسانه‌ای جاز تهیه شد و جیت در آن بازی کرد. این اثر دنباله‌ای بر فیلم «رئیس: متولد شده برای حکومت کردن» محصول ۲۰۱۳ است و سابهاشری گانگولی نیز در آن ایفای نقش کرده است. این فیلم یک تولید مشترک هند و بنگلادش است که توسط والزن مدیا ورکس و شرکت تولیدی جیت، جیتز فیلمورکس ساخته شده است.  فاریا ابتدا پیشنهاد بازی در این فیلم را رد کرد، اما پس از خواندن فیلمنامه موافقت کرد که در آن ظاهر شود. او شخصیت خود را پیچیده توصیف کرد و آن را فرصتی برای نمایش توانایی‌های بازیگری خود دانست. همچنین این نقش را یک چالش ارزشمند نامید.  در سال ۲۰۲۰، فاریا در فیلم اکشن-ماسالای «شاهنشاه» به کارگردانی شمیم احمد رونی با شکیب خان همبازی شد.  فاریا به دلیل لباسش در موزیک ویدیوی آهنگ «الله مهربان» از فیلم «رئیس ۲» مورد انتقاد قرار گرفت. این آهنگ به دلیل متن اشعارش نیز جنجال‌برانگیز شد.  او همچنین در موزیک ویدیوی «پاتاکا» با ترانه‌سرایی رکیب راهول و آهنگسازی پریتوم حسن حضور یافت. 
نصرت فاریا در سال ۲۰۲۱ موفق به اخذ مدرک لیسانس حقوق از دانشگاه لندن شد. 

### سری وب
- ابر پرولوی (2023)

### تلویزیون
| عنوان                     | سال  | ایستگاه صدا و سیما | یادداشت ها       | رفر    |
| ------------------------- | ---- | ------------------ | ---------------- | ------ |
| بررسی سبک لوکس            | 2014 | تلویزیون آسیایی    | 13 قسمت          |        |
| زیبا و خوش تیپ: مرد نهایی | 2014 | کانال i            | 13 قسمت          | [ ۱۸ ] |
| قهوه آخر شب               | 2015 | کانال i            | در حال انجام است |        |

### رادیو
| عنوان                 | سال       | ایستگاه صدا و سیما | یادداشت ها | رفر |
| --------------------- | --------- | ------------------ | ---------- | --- |
| شیفت شب با نصرت فاریا | 2013–2014 | رادیو فورتی        |            |     |
| غنچه های عشق          | 2015      | رادیو فورتی        |            |     |

### موزیک ویدیوها
| سال  | آهنگ                   | برجسته              | همخوان              | برچسب بزنید          | یادداشت ها                       | رفر |
| ---- | ---------------------- | ------------------- | ------------------- | -------------------- | -------------------------------- | --- |
| 2018 | "پاتاکا"               | نصرت فاریا          | خودش                | CMV ، SVF Music      | آهنگساز: پریتوم حسن              |     |
| 2020 | "امی چای تاکت"         | نصرت فریا، استاد دی | استاد دی            | موسیقی SVF           | آهنگساز: Subir "Master-D" Dev    |     |
| 2021 | "ای بدون جابه نا چیره" | نصرت فاریا، عمران   | عمران               | Impress Telefilm Ltd | آهنگساز: عمران محمود             |     |
| 2022 | "حبیبی"                | نصرت فاریا          | خودش                | موسیقی SVF           | آهنگساز: ادیب                    |     |
| 2023 | "بوجینا تو تای"        | نصرت فاریا          | خودش و مامزی استنجر | موسیقی SVF           | آهنگساز: Badhon و Mumzy Stranger |     |